# Зимбабве на Светском првенству у атлетици у дворани 2014.
Зимбабве је учествовао на Светском првенству у атлетици у дворани 2014. одржаном у Сопоту од 7. до 9. марта осми пут. Репрезентацију Зимбабвеа представљало је двоје такмичара који су се такмичили у две дисциплине.,
На овом првенству Зимбабве није освојио ниједну медаљу али је оборен један национални рекорд.

## Учесници
Мушкарци:
- Габријел Мвумвуре — 60 м
- Нгонидзаше Макуша — 3.000 м

## Резултати

### Мушкарци
| Атлетичар         | Дисциплина | Лични рекорд | Квалификација | Квалификација | Полуфинале | Полуфинале | Финале                | Финале       | Детаљи |
| Атлетичар         | Дисциплина | Лични рекорд | Резултат      | Место         | Резултат   | Место      | Резултат              | Место        | Детаљи |
| ----------------- | ---------- | ------------ | ------------- | ------------- | ---------- | ---------- | --------------------- | ------------ | ------ |
| Габријел Мвумвуре | 60 м       | 6,68         | 6,64 кв, ЛР   | 5. у гр. 6    | 6,60 НР    | 3. у гр. 1 | Нису се квалификовали | 11 / 43 (44) |        |
| Нгонидзаше Макуша | 3.000 м    | 8,21 НР      | 7,85          | 13            |            |            | Нису се квалификовали | 13 / 17      |        |